# الن جانسن
الن جانسن (انگلیسی: Ellen Jansen؛ زادهٔ ۶ اکتبر ۱۹۹۲) بازیکن فوتبال اهل پادشاهی هلند است.
از باشگاه‌هایی که در آن بازی کرده‌است می‌توان به باشگاه فوتبال زنان والنسیا اشاره کرد.
وی همچنین در تیم‌های ملی فوتبال زنان زیر ۱۹ سال هلند و زنان هلند بازی کرده‌است.